# Schlieferspitze
Die Schlieferspitze ist ein 3290 m ü. A. hoher Berg im Krimmler Kamm der Venedigergruppe. Der Kamm liegt im Nordwesten der Hohen Tauern, einem Teil der Zentralalpen im österreichischen Bundesland Salzburg. Die Spitze ist die höchste Erhebung im Krimmler Kamm und gilt in der Literatur als einer der schönsten Gipfel der Venedigergruppe. Sowohl vom Krimmler Achental im Südwesten, als auch zum Obersulzbachtal im Nordosten aus wird sie als äußerst dominanter Berg wahrgenommen. Nach Nordwesten, Nordosten, Südosten und Südwesten sendet sie lange ebenmäßige Grate aus, die beträchtliche Längen von jeweils etwa zwei Kilometern erreichen. Zuerst bestiegen wurde der Berg am 22. August 1871 von Eduard Richter, Professor der Geographie an der Universität Graz, und Johann Stüdl, einem Kaufmann aus Prag und Gründungsmitglied des Deutschen Alpenvereins.

## Umgebung
Im Norden, Osten und Westen der Schlieferspitze erstrecken sich Gletscher, die sich bis zu einer Höhe von über 3100 Meter hinaufziehen. Im Norden liegt das Hinterjaidbachkees, im Osten das Östliche Sonntagkees und im Westen schließlich das Westliche Jaidbachkees. 
Der Nordostgrat läuft aus ins Obersulzbachtal, der Südwestgrat zieht sich als Rinderwand hinab zum Krimmler Achental. Bedeutende benachbarte Berg finden sich nur im nordwestlichen und südöstlichen Gratverlauf. Nordwestlich in 1 km Entfernung liegen die 3100 m hohe Jaidbachspitze und in weiteren 1000 m der Unlaßkarkopf mit einer Höhe von 3074 m. Im Verlauf des Südostgrats liegen in etwa eineinhalb Kilometern Entfernung die beiden Schliefertürme (Südostturm mit 3142 und Nordwestturm mit 3126 m Höhe) und ein paar hundert Meter weiter entfernt noch der 3136 m Hohe Sonntagskopf. 
Bedeutende Siedlungen in der weiteren Umgebung sind in Osttirol das Dorf Ströden im oberen Virgental, das gut 13 Kilometer Luftlinie entfernt im Südosten liegt, sowie auf Salzburger Gebiet das etwa 12 km im Nordnordwesten gelegene Krimml an der Gerlos Straße.

## Stützpunkte und Besteigung
Der Weg der Erstersteiger aus dem Jahre 1871 führte von der weit im Südosten im Dorfertal gelegenen Johannishütte auf 2121 Metern Höhe aus in nordöstliche Richtung. Laut Originalbeschreibung ging es dann über das Obersulzbachtörl (2918 m) und unter Umgehung des ausgedehnten Obersulzbachferners in einem großen westlichen Bogen fast bis zum Krimmler Törl (2776 m). Dann wurde das Westliche Sonntagskees durchquert, und über mehrere, in der damaligen Alpenvereinskarte nicht eingezeichnete Felsrücken mit Randklüften und Mulden, drang man weiter vor. Schließlich wurde über den Südostgrat der Gipfel der Schlieferspitze nach 7½ Stunden Gehzeit erreicht. Am selben Tag erreichten die beiden Alpinisten dann schließlich noch Prägraten am Großvenediger. Die erste Winterbesteigung der Schlieferspitze gelang einer Gruppe von Skiläufern um F. Müller am 17. April 1908.
Heutiger Stützpunkt für eine Besteigung der Schlieferspitze ist die südlich im obersten Krimmler Achental auf 2336 Metern Höhe gelegene Warnsdorfer Hütte. Der Normalweg zum Gipfel führt in nördlicher Richtung zum Südwestgrat, dann weiter über einen Steilaufschwung in, laut Literatur, leichter Kletterei im Schwierigkeitsgrad UIAA II- zum Gipfelkreuz. Die Gehzeit beträgt etwa 3½ Stunden. Von 1904 bis 1934 wurden auch Kletterrouten durch die Wände und Flanken der Spitze eröffnet, die aber wegen zu hoher Steinschlaggefahr nicht mehr begangen werden.